# Jews’ College
Das Jews’ College ist ein traditionsreiches orthodox-konservatives Rabbinerseminar in London, das heute den Namen London School of Jewish Studies (LSJS) trägt. 

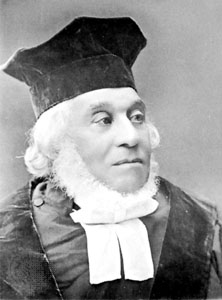
Nathan Marcus Adler, Oberrabbiner und Gründer der United Synagogue und der erste Präsident des Jews’ College

## Geschichte
Die Einrichtung wurde in den 1850er Jahren von dem aschkenasischen Oberrabbiner Nathan Marcus Adler (jedoch mit Unterstützung der sephardischen Gemeinde) gegründet. Zu den mit ihr verbundenen Persönlichkeiten zählt Adolf Büchler (1867–1939).
Mit der Namensänderung im Jahr 1999 sollte zum Ausdruck gebracht werden, dass sich die Ausbildung an ein breiteres Publikum richtet und die Ausbildung von Rabbinern eingestellt wurde. Seit 2012 kehrt die Institution zu ihren Wurzeln zurück und ist wieder eine Ausbildungsstätte für Rabbiner.
Die jüdisch-theologische Hochschule gibt zweimal jährlich die Zeitschrift Le'ela heraus, die sowohl wissenschaftliche Artikel als auch Rezensionen von Büchern von jüdischem Interesse enthält. Die Reihe der Jews' College Publications umfasst eine Reihe von wichtigen Beiträgen zur jüdischen Wissenschaft.